# Kościół Chrystusowy w Kołobrzegu (zbór)
Kościół Chrystusowy w Kołobrzegu – zbór Kościoła Chrystusowego w RP działający w Kołobrzegu.
Stanowisko pełniącego obowiązki pastora zboru pełni Zbigniew Babicz. Nabożeństwa wspólnoty odbywają się w kościele przy ul. Jedności Narodowej 62 w Kołobrzegu.

## Historia
Wspólnota została utworzona w 1974 roku jako stacja misyjna Zboru Zjednoczonego Kościoła Ewangelicznego w Białogardzie. W chwili swojego powstania skupiała czworo wiernych, którzy przyjęli chrzest we wrześniu 1974. Spotkania odbywały się w mieszkaniu prywatnym przy ul. Złotej 3/1, a chrzty wiary przeprowadzano nad Morzem Bałtyckim i nad rzeką Parsętą. W 1978 roku stacja misyjna otrzymała własnego pastora i usamodzielniła się 30 kwietnia 1978  jako zbór Zjednoczonego Kościoła Ewangelicznego w Kołobrzegu. W lutym 1979 wspólnota pozyskała zakupioną przez Kościół od władz państwowych dawną świątynię Kościoła Nowoapostolskiego, gdzie pierwsze spotkanie odbyło się 18 lutego 1979. W kościele tym w maju 1979 rozpoczęto prowadzenie regularnych nabożeństw, początkowo w tymczasowym pomieszczeniu zlokalizowanym na chórze. Zbór wyremontował budynek i otwarł w dniach 6–7 grudnia 1980 docelową salę nabożeństw, został wówczas również przeprowadzony pierwszy w historii kołobrzeskiej wspólnoty chrzest we własnym baptysterium. W późniejszych latach obiekt rozbudowano.
W 1988 roku liczący około 100 członków zbór przeszedł pod jurysdykcję Kościoła Zborów Chrystusowych, który wyodrębnił się jako samodzielna denominacja ze Zjednoczonego Kościoła Ewangelicznego. W latach 90. XX wieku z własnych środków oraz dzięki pomocy innych zborów Wspólnoty Kościołów Chrystusowych w RP rozbudował znacznie posiadane zaplecze lokalowe i wzniósł nowy budynek misyjno-rekolekcyjny przy domu modlitwy.
W 2003 roku Kościół Chrystusowy w Kołobrzegu świętował 25-lecie istnienia i pracy w Kołobrzegu, tutejszy zbór liczył wówczas około 300 wiernych. 15 czerwca 2003 roku był organizatorem uroczystego nabożeństwa Kościoła Zborów Chrystusowych w Hali Milenium w Kołobrzegu. 15 stycznia 2011 roku wspólnota zorganizowała pierwsze ekumeniczne nabożeństwo protestanckie w Kołobrzegu, w którym wzięli udział duchowni ze zborów Kościoła Adwentystów Dnia Siódmego, Wspólnoty Kościołów Chrystusowych i Kościoła Zielonoświątkowego.
Kościół Chrystusowy w Kołobrzegu prowadzi misję na terenie Pomorza Zachodniego. Posiada filię w Świnoujściu.